# 國史遺編
《國史遺編》（越南语：／），又題為《養浩軒鼎輯國史遺編》（越南语：／），越南阮朝編年體史書，以漢文文言文寫成，編輯為越南官員潘叔直（1808年-1852年）。該書的記述，以阮朝的嘉隆帝、明命帝、紹治帝時期的史事為主，包括詔諭、法令、建制、外交、社會、習俗等多個方面，當中內容有與官方史書《大南實錄》互有出入之處，因此《國史遺編》在阮朝史方面具有相當的引證參考的價值。

## 潘叔直及編撰背景

### 潘叔直生平
《國史遺編》的编者潘叔直是越南乂安省安城人，初名養浩，生於1808年（嘉隆七年），在他年青時，便已聰悟博覽，甚有文名。1847年（紹治七年）晉身翰林院，曾獲欽賜進入內閣，授任集賢院侍講，充經筵起居注，應制詩文深得皇帝賞識，1851年（嗣德四年），奉詔前往北圻蒐集遺文軼書，次年在清化病卒。

### 編撰背景
學者陳荊和認為，《國史遺編》當是潘叔直於1851年（嗣德四年）奉嗣德帝之命，到北圻蒐集遺文軼書後的私人著作。不過，潘叔直本人曾在朝廷內閣服務，曾任集賢院侍講等職，對阮朝內部的事情及動向，應充份了解，因而增加了這本書的可靠性。

## 內容
《國史遺編》分為上中下三集，三集都冠以「國朝大南紀」或「大南紀」的名稱。篇幅如下：
- 上集：包括「參補玉譜帝系」（阮潢之前十五代祖先的人名和職位）、阮世祖生父簡歷、嘉隆年間大事記，及附錄阮世祖《祭宋后文》
- 中集：敍述明命年間史事，文尾附有嘉隆帝、明命帝兩朝詔諭及碑記、《明命政要》目錄，以及當時的詩文著作等等。
- 下集：敍述紹治年間的史事，文尾有紹治朝科舉及第名單、順化皇宮宮殿名稱、詔令等等。

潘叔直在書中，又隨處附加「參補」，以補充有關的史實，又以「參補外傳」，來引又他的另一本著作《陳黎外傳》的記事。

## 史料價值
學者陳荊和指出，《國史遺編》的內容，普遍來說它的來源、觀點、解釋或分析，與官方史書《大南實錄》相同之處固然有之，但由於《國史遺編》具有補逸性質，於是有不少地方跟《大南實錄》互有出入。因此，《國史遺編》可與《大南實錄》及其他阮朝公私史料互為引證。

## 流傳情況
據陳荊和所說，《國史遺編》在法國遠東學院藏有一鈔本，封面題為《養浩軒鼎輯國史遺編》，缺序文及跋文，是一未定稿本，編者潘叔直生前尚未予充份整理。1960年代，香港中文大學新亞研究所東南亞研究室曾將之校訂刋行。